# Снежана Самарџић Марковић
Снежана Самарџић-Марковић (Београд, 10. март 1966) српска је политичарка. Бивша је министарка за омладину и спорт у Влади Републике Србије.

## Биографија
Дипломирала је на Филолошком факултету у Београду, на катедри за југословенску и светску књижевност.
Од 2005. до 2007. године била је помоћник министра за политику одбране у Министарству одбране, надлежна за стратегијско планирање, међународну војну сарадњу, верификациони центар, и копредседавајућа Групи Србија-НАТО за реформу одбране.
У Министарству спољних послова од 2001. до 2005. године радила је у Сектору билатерале као заменик директора Дирекције за суседне земље, затим као заменик шефа мисије и саветник у амбасади Србије и Црне Горе у Ослу, и саветник у Дирекцији за Европу.
Течно говори и пише енглески и норвешки језик и има пасивно знање руског језика.
Удата је за књижевника Веселина Марковића и има двоје деце.